# 湯山村 (熊本県)
湯山村（ゆやまむら）は、熊本県球磨郡にあった村。

## 歴史
- 1889年4月1日 - 町村制施行により、一村単独村政。
- 1895年11月1日 - 岩野村、江代村と合併して水上村となり、消滅